# Talavera la Real
Talavera la Real es un municipio español perteneciente a la provincia de Badajoz (comunidad autónoma de Extremadura).

## Toponimia
Según Edelmiro Bascuas, este topónimo sería derivado de la base paleoeuropea *tal-, derivada de la raíz hidronímica indoeuropea *tā- que significa 'derretirse', 'fluir'.

## Geografía
Se trata de una población de llano situada en la vega del Guadiana, próxima a Badajoz, sobre la antigua carretera N-5 y junto a la autovía A-5 (Autovía del Suroeste) que atraviesa el término municipal entre los pK 374 y 385. Pertenece a la comarca de Tierra de Badajoz y al partido judicial de Badajoz, con una población de 5376 habitantes (2018). Se sitúa a 22 kilómetros de la capital provincial. 
| Noroeste: Badajoz | Norte: Pueblonuevo del Guadiana y Valdelacalzada | Noreste: Valdelacalzada |
| Oeste: Badajoz    |                                                  | Este: Lobón             |
| Suroeste: Badajoz | Sur: Badajoz                                     | Sureste: Badajoz        |

### Relieve
La totalidad del término se encuentra en el centro de la cuenca del río Guadiana con una orografía plana dominada por amplias llanuras y lomas suaves. El suelo está formado mayoritariamente por sedimentos aluviales geológicamente recientes (Cuaternario-pleistoceno), que conforman el sistema de terrazas del río Guadiana y proporcionan suelos con buena calidad agronómica. El sur del territorio está dominado por depósitos más antiguos (Terciario) de gravas con arenas rojas y limos que originan suelos de menor fertilidad.
La máxima diferencia de cotas es de 60 metros, entre los aproximadamente 180 metros de la primera terraza del río Guadiana y los 240 m de altura en las lomas situadas al suroeste del término municipal (El Sensuista). La población se sitúa mayoritariamente sobre la tercera terraza del Guadiana, dándole una posición ligeramente elevada respecto al río, a 189 metros sobre el nivel del mar.
La dinámica fluvial ha modelado en el territorio algunas formas destacables, como los meandros abandonados y brazos ciegos del río (charca de Arrobita, Isla Trapero, Isla Baldía), desconectados del curso actual y activados tan solo en momentos de avenidas extraordinarias. El río Guadajira marca el límite con el municipio de Lobón y el río Guadiana marca el límite con Pueblonuevo del Guadiana y Valdelacalzada.

### Vegetación
El intenso uso agrícola del territorio y las reforestaciones con especies arbóreas productivas (Eucaliptus) han reducido la vegetación original de encinares y bosques caducifolios de ribera. Existen en el río Guadiana y sus afluentes (Limonetes y Entrín Verde) algunos tramos representativos de los antiguos bosques galería dominados por fresnos (Fraxinus angustifolia), olmos (Ulmus minor), álamos (Populus sp.) y sauces (Salix sp.), con atarfes (Tamarix africana), adelfas (Nerium oleander) y tamujos (Flueggea tinctoria) en la vegetación arbustiva. En el sur del término municipal se conservan buenos ejemplos de encinares adehesados.
La rivera de los Limonetes, desde su entrada en el término municipal hasta la población, se encuentra protegida como Zona Especial de Conservación (ZEC Rivera de los Limonetes-Nogales) e incluida en la red europea Natura 2000, debido al aceptable estado de conservación de los hábitats fluviales (fresnedas y vegetación de ribera) y a la presencia de especies protegidas.

## Historia
El origen de Talavera la Real se mantiene oculto en las tinieblas de la Historia. Existen al respecto numerosas teorías, basadas todas ellas en referencias de los autores clásicos, alguna de las cuales nos invita a pensar que fueron los Túrdulos, pueblo prehispánico de origen celta, los primeros en establecerse en el entorno talaverano, un milenio antes de nuestra era. Según esta misma hipótesis, el topónimo que identificó al lugar debió ser Pantra, Epamtra o Pandria. Sin embargo, ningún hallazgo tangible confirma esta hipótesis.
Lo que sí parece más probable es su ocupación en época romana, no solo por su estratégica situación, entre dos ciudades en su día de primer orden como Mérida y Évora, sino por los numerosos restos que de esta época imperial se han encontrado en sus inmediaciones (lápidas, estatuas de dioses paganos, columnas, armas, monedas, etc). Nuevamente debemos hacer referencia a los autores clásicos, en cuyas alusiones se basa la teoría que identifica Talavera con Evandria o Evandriana, o quizá con Dippone, si bien estos nombres podrían no referirse a su emplazamiento actual, sino al de un caserío próximo, ya desaparecido.

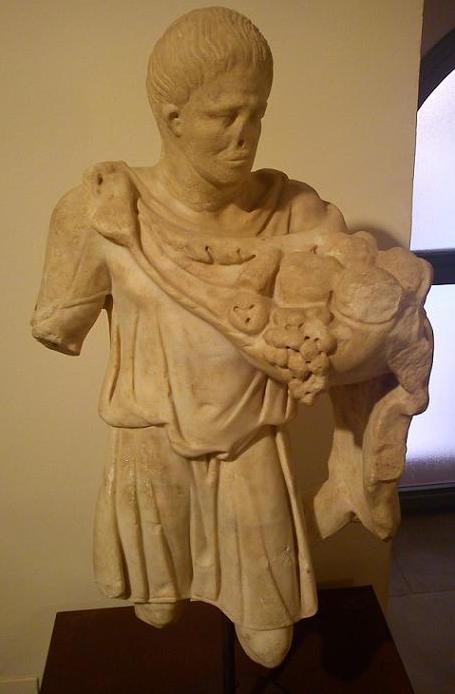
Escultura romana del dios pagano Silvano, encontrado en las inmediaciones de Talavera la Real (c. 100. d. C., Museo Arqueológico de Badajoz)

Menos información tenemos de las épocas Visigoda y musulmana. A pesar de ello, la huella de Al-Ándalus se percibe en todo el entorno talaverano, no en forma de edificaciones o restos de ellas, sino en la abundancia de norias, pozos y otros elementos de riego característicos, ubicados a lo largo del cercano río Guadiana. Lamentablemente, de toda esta infraestructura quedan muy pocos ejemplos en un estado aceptable de conservación.
En este sentido, durante la dominación musulmana, y más concretamente a mediados del siglo XI, se levantó en el lugar un pequeño templo cristiano, mandado edificar con toda probabilidad por el Obispo de Badajoz Daniel II, que contaba asimismo con la autorización del Rey Moro de Badajoz Al-boacen Ibn-Alamar. De este hecho se deduce que la actual Talavera estuvo ya poblada durante el periodo altomedieval, con un importante núcleo de residentes mozárabe. La construcción de esta iglesia fue financiada con las aportaciones del propio Rey Alfonso VI, junto con las de otros nobles del reino, y sobre ella se levantaría, ya en el siglo XV, la actual parroquia de «Nuestra Señora de Gracia», originariamente en estilo gótico tardío, si bien ha sido posteriormente muy modificada. Por otro lado, existen dudas acerca del topónimo del lugar en época andalusí, si bien todo apunta a que debió ser «Bal-dal-a» o quizá «Eval-A-adrán».

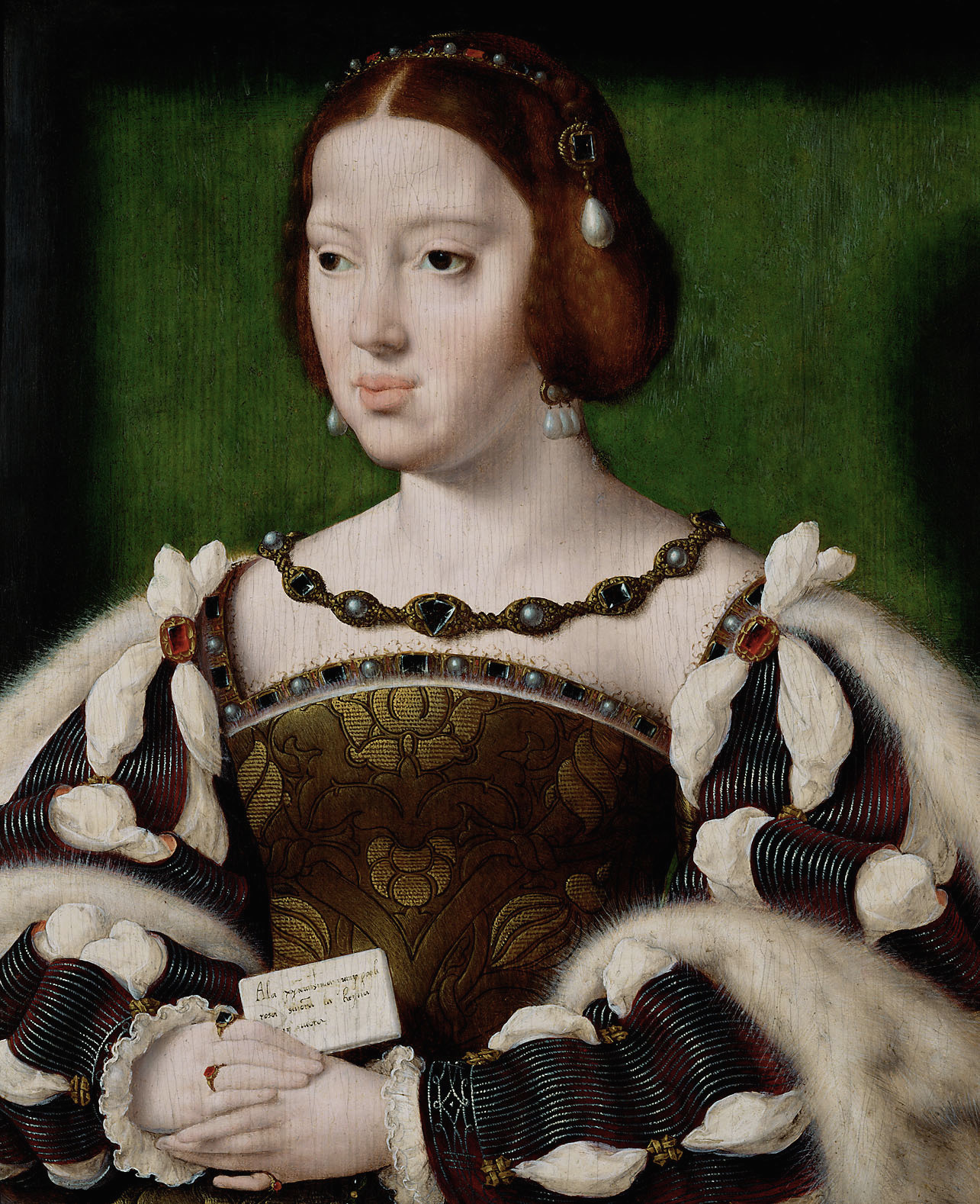
Leonor de Austria, reina consorte de Portugal y Francia, falleció en Talavera la Real el 25 de febrero de 1558

Como quiera que sea, el lugar fue conquistado por el Rey Alfonso IX de León en 1228 o 1230, antes de ocupar la ciudad de Badajoz. A partir de ese momento, se convertiría en una aldea dependiente de la capital, siendo conocida sucesivamente por Talbarzula, Talabernela y Talaveruela. Ya en 1558, se produce un hecho que marcaría la historia de la población: la que había sido Reina consorte de Portugal y Francia, Doña Leonor de Austria, hermana del emperador Carlos V, fallece en esta localidad. Regresaba de Badajoz, de entrevistarse con su hija María de Portugal, duquesa de Viseu. En las cercanías de Talavera se puso muy enferma, y por ello fue trasladada a la vivienda de una familia hidalga de la plaza, pereciendo finalmente en ella el 25 de febrero. Según marca la tradición, mientras su cuerpo era embalsamado para llevarlo a la corte, sus vísceras fueron enterradas solemnemente a los pies del altar mayor de la Parroquia, y a este acontecimiento acudieron algunos de los más altos dignatarios del Reino. A este respecto, existen dudas acerca del origen del apelativo Real de Talavera, pues si bien existe la creencia generalizada de que le fue otorgada a la localidad como consecuencia de este suceso, hay autores que sostienen que su origen es bien distinto, pues según éstos, la distinción Real comenzó a ser empleada para diferenciarla de otras Talaveras, al haber obtenido ésta la independencia del fuero de Badajoz en 1640, convirtiéndose así en villa de realengo. En otro orden de cosas, cabe señalar que en 1578 se manda construir el magnífico retablo mayor de la parroquia, de estilo plateresco, auténtica joya artística de la localidad.
La cercanía con la frontera Lusa provocó que, durante la Guerra de Restauración portuguesa y los posteriores conflictos que enfrentaron a España con el país vecino, la población de Talavera sufriera numerosos saqueos e incendios. Del mismo modo, los lugareños hubieron de soportar los excesos de las tropas españolas al mando de Ghislain de Bryas, barón Molinghem, que estuvieron acantonadas en las proximidades de la localidad, antes de tomar partido en la Batalla de Montijo (mayo de 1644). Incluso muchos de los 5000 combatientes que perecieron en esta batalla se encuentran enterrados en las inmediaciones de Talavera. Con ello, su número de habitantes descendió notablemente en pocos años, ya que pasó de tener 900 vecinos pecheros o fiscales en 1620 (unos 3000 habitantes reales) a contar con apenas 300 pecheros (en torno a 1000 habitantes reales) en 1650. De hecho, Talavera no recuperó los tres mil habitantes de principios del s. XVII hasta 250 años más tarde, ya en los albores del s. XX. Por otro lado, se conserva un mapa de la ciudad de Badajoz y su entorno durante la Guerra de Restauración, que enfrentó a España con Portugal en los años centrales del s. XVII, elaborado por Bernabé de Gainza Allafor. En este se observa que la localidad se encontraba ya amurallada en aquel tiempo, si bien no tenemos constancia de las características físicas del baluarte. Como ya se dijo anteriormente, durante el reinado del penúltimo de los Austrias, Felipe IV, y más concretamente en 1640, Talavera la Real compró su declaración de villa independiente de la ciudad de Badajoz. Hechos similares se sucedieron a lo largo del siglo XVII, cuando los últimos monarcas de la dinastía Habsburgo otorgaron la independencia a cientos de aldeas, a cambio de una cantidad de dinero que aliviase las necesitadas arcas reales.
Se sabe que la ya villa fue levemente amurallada en 1705, por orden del Mariscal Francés René de Froulay de Tessé, con el objetivo de defenderla de las acometidas de Portugal e Inglaterra, aliados Austracistas durante la Guerra de Sucesión (desconocemos si la nueva cerca se construyó sobre la ya existente o se diseñó un trazado distinto). El Brigadier Rodrigo de Moscoso fue el encargado de dirigir el proyecto, que circundaba el perímetro de la localidad, abriendo dos puertas de acceso a la misma: una al este (Lobón) y otra al oeste (Badajoz). Esta muralla fue restaurada por la Junta de Salvación y Defensa, durante la Guerra de la Independencia Española, a principios del s. XIX, con el fin de proteger la plaza del acoso de las Tropas napoleónicas. A pesar de ello, Talavera fue ocupada en numerosas ocasiones por los soldados de uno y otro bando, sufriendo saqueos y todo tipo de calamidades durante el conflicto. La poca solidez de la muralla, los cuantiosos daños que sufrió durante la guerra y la expansión natural de la villa, ya en época de paz, terminaron por derruirla definitivamente, quedando como recuerdo de su presencia sólo algunos nombres, como el de la calle Muralla.
Ya en el siglo XX, la localidad se encuentra en Zona republicana cuando estalla la Guerra Civil, en julio de 1936, declarándose fiel a la República. Sin embargo, el 13 de agosto de ese mismo año, Talavera la Real es ocupada por la columna Madrid, liderada por el teniente coronel Juan Yagüe y el comandante Antonio Castejón Espinosa, que avanza en dirección a Badajoz. Como en muchos otros lugares de España, tanto en los días previos a la ocupación como en las jornadas posteriores, se suceden acciones lamentables que, propias de una Guerra Civil, son ejecutadas por una y otra facción.

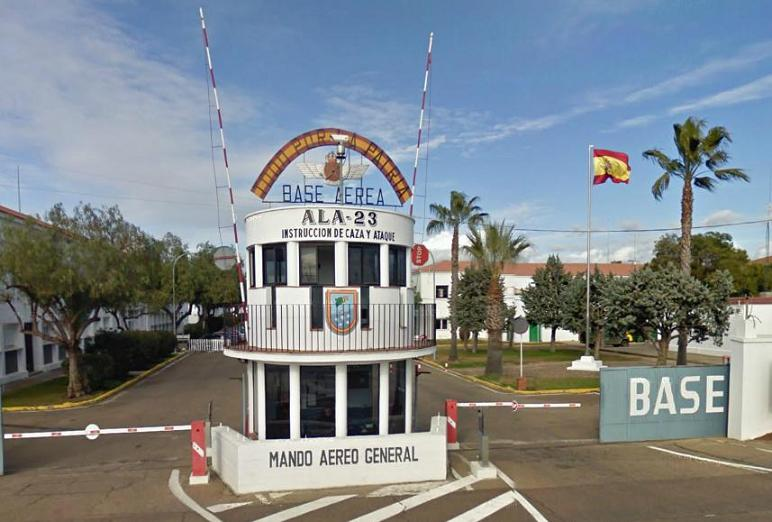
Acceso a la Base Aérea de Talavera la Real por la Carretera Nacional V

Por fin, en 1953 se decide la construcción de la Base Aérea de Talavera la Real, se crea la Escuela de Caza y Ataque y el Ala 23 del Ejército del Aire, lo cual supone un gran estímulo económico para la localidad, que queda desde ese momento plenamente identificada tanto con la instalación militar como con el aeropuerto civil que se creará después.

## Demografía
Talavera la Real cuenta con una población de 5298 habitantes (INE 2024).
| Gráfica de evolución demográfica de Talavera la Real entre 1842 y 2021                                                |
| |
| Población de derecho según los censos de población del INE. Población de hecho según los censos de población del INE. |

## Economía
Tradicionalmente constituyó un próspero centro agrícola, si bien en la actualidad se está desarrollando de manera notable en el sector industrial y de servicios. También destaca su actividad dedicada al cultivo del maíz, tomate y sector ganadero.

## Servicios
Sanidad
El centro de salud de Talavera la Real, incluido dentro del Área de Salud de Badajoz, se compone de un centro de salud y cinco consultorios repartidos por La Albuera, Alvarado, Balboa, Villafranco del Guadiana y Guadajira.
El centro atendió, en 2007, una población de 9677 usuarios.

## Cultura

### Patrimonio

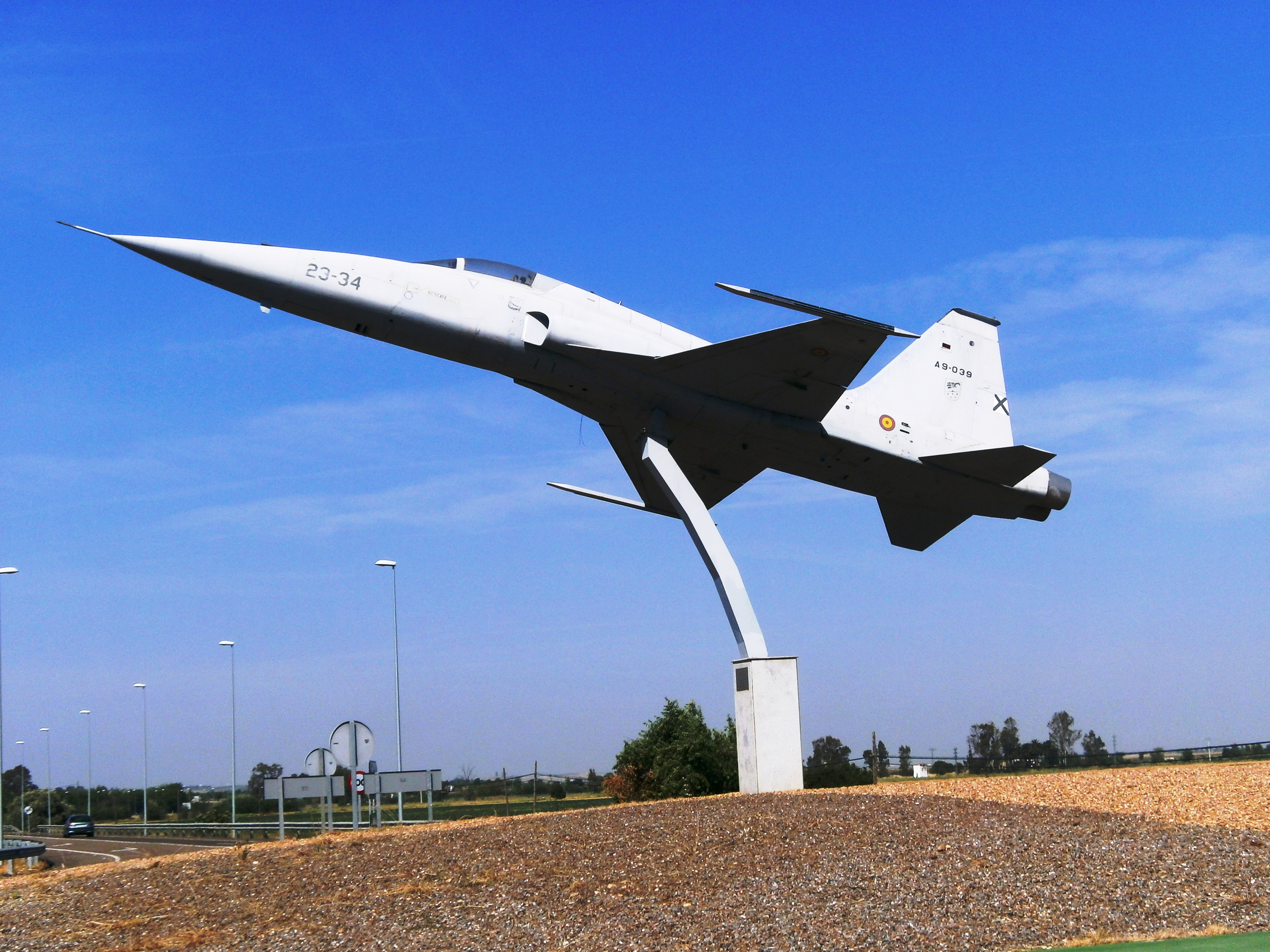
Caza de combate Northrop F-5 donado por la Base Aérea de Talavera la Real a la localidad

Su hito más significado es la Iglesia parroquial católica bajo la advocación de Nuestra Señora de Gracia, en la Archidiócesis de Mérida-Badajoz. Se enclava en un extremo del núcleo junto a la rivera de Limonetes.
Aunque originaria del siglo XV, presenta numerosas remodelaciones posteriores. Destaca el atrio delantero y la torre erigida en 1807. Entre sus ricos contenidos sobresale el retablo mayor, excelente pieza renacentista del siglo XVI, obra de los entalladores pacenses Antonio de Aunión y Vasco Martín, con dorado y pinturas de Alonso González, discípulo de Morales y Marcos de Trejo. El conjunto fue concluido a comienzos del siglo XVII por Sebastián Salguero. También resultan de mérito las pinturas murales de la sacristía atribuidas a Fray Alonso de Gata.
En el centro de la población se encuentra el convento de las carmelitas descalzas, fundado en 1618 por el vecino Juan del Campo Saavedra llamado el Perulero. Su iglesia, hoy muy modificada, no carece de encanto. Próxima a la parroquia se encuentra la ermita de San José, de reducidas proporciones, cuya devoción está muy arraigada en la población.
Otros hitos de la localidad son las Casas del Consistorio y una casa blasonada, en la Plaza de España, con motivos ornamentales barrocos en su acceso.
Cercano también a la iglesia se tiende un puente de origen medieval sobre el arroyo Limonetes, muy maltrecho, reparado de forma somera; y más adelante, sobre el mismo antiguo camino real de Badajoz a Madrid, otro llamado La Pontecilla.

### Habla
Una de las peculiaridades del habla habitual de los talaveranos es su pronunciación, transformando tanto la 'c' y la 'z' en 's', debido a la influencia del portugués. Además, las personas mayores conservan una buena parte del léxico de influencias asturleonesas.